# Surville (Mancha)
Surville foi uma comuna francesa na região administrativa da Normandia, no departamento da Mancha. Estendia-se por uma área de 7,4 km². Em 2010 a comuna tinha 196 habitantes (densidade: 26,5 hab./km²).
Em 1 de janeiro de 2016, passou a formar parte da nova comuna de La Haye.